# Суров, Борис Николаевич
Борис Николаевич Суров (10 декабря 1924, Бийск, Алтайская губерния, РСФСР — 19 сентября 1994, Кемерово, Кемеровская область, Российская Федерация) — советский и российский театральный актёр. Народный артист РСФСР (1982).

## Биография
Борис Николаевич Суров родился в 1924 году в алтайском городе Бийске. 
Окончил театральную студию при театре «Красный факел» в Новосибирске. В 1956—1971 годах работал в Алтайском государственном театре драмы в Барнауле. 
С 1971 года играл в Кемеровском театре драмы. Работал в театре почти четверть века, стал одним из первых кузбасских артистов, получивших звание народного. Здесь сыграл множество ролей, включая шекспировских Макбета и Фальстафа, но наибольшую российскую известность получил после спектакля кемеровской драмы «Дикий Ангел» по пьесе А. Коломийца, телеверсия которого была показана в начале 1980-х по Центральному телевидению СССР. В этом спектакле Суров сыграл патриарха рабочего семейства Платона Ангела.
Умер 19 сентября 1994 года в Кемерово. Похоронен на Центральном кладбище № 1 в городе Кемерово.

## Награды и премии
- Диплом I степени на Всероссийском театральном фестивале за роль Коломийцева (1968).
- Заслуженный артист РСФСР (30.10.1968).
- Народный артист РСФСР (9.02.1982).

## Работы в театре

### Алтайский драмтеатр
- «Тихий Дон» по М. Шолохову — Бунчук
- «Вишнёвый сад» А. Чехова — Лопахин
- «Угрюм-река» по В. Шишкову — Прохор Громов
- «Мария Тюдор» В. Гюго — Симон Ренар
- «Деревья умирают стоя» А. Касоны — Маурисио
- «Два капитана» В. Каверина — Саня Григорьев
- «Оптимистическая трагедия» Вс. Вишневского — Алексей
- «Чти отца своего» В. Лаврентьева — Трофим
- «Последние» М. Горького — Иван Коломийцев

### Кемеровский театр драмы
- «Макбет» У. Шекспира — Макбет
- «Виндзорские насмешницы» У. Шекспира — Фальстаф
- «Трактирщица» Карло Гольдони — Липефратто
- «Интервью в Буэнос-Айресе» Г. Боровика — Карлос Бланко
- «Дикий Ангел» по пьесе А. Коломийца — Платон Ангел

## Память
- Мемориальная доска в Кемерово на доме № 18 по Весенней улице. Установлена 23 сентября 2004 года.
- В 2007 году в Кемерово была учреждена ежегодная городская премия имени Бориса Николаевича Сурова, которая присуждается актёрам, сыгравшим лучшие роли театрального сезона.